# پاریس ۰۵:۵۹: تئو و اوگو
پاریس ۰۵:۵۹: تئو و اوگو (فرانسوی: Paris 05:59: Théo & Hugo‎) یک فیلم درام و عاشقانه فرانسوی است که در سال ۲۰۱۶ منتشر شد.
این فیلم در شصت و ششمین جشنواره بین‌المللی فیلم برلین به نمایش درآمد و برندهٔ جایزه تدی (جایزهٔ تماشاگران) شد.